# Danh sách địa điểm tổ chức Hoa hậu Hòa bình Quốc tế
Dưới đây là danh sách các ấn bản các năm và thông tin về cuộc thi Hoa hậu Hòa bình Quốc tế.

## Các ấn bản các năm và thông tin về cuộc thi Hoa hậu Hòa bình Quốc tế
| Năm  | Ấn bản | Chiến thắng        | Ngày              | Địa điểm tổ chức                                      | Quốc gia  | Tham gia |
| ---- | ------ | ------------------ | ----------------- | ----------------------------------------------------- | --------- | -------- |
| 2013 | Thứ 01 | Puerto Rico        | 19 tháng 11       | Impact Arena, Băng Cốc                                | Thái Lan  | 71       |
| 2014 | Thứ 02 | Cuba               | 07 tháng 10       | Nhà thi đấu Huamark, Băng Cốc                         | Thái Lan  | 85       |
| 2015 | Thứ 03 | Cộng hòa Dominican | 25 tháng 10       | Nhà thi đấu Huamark, Băng Cốc                         | Thái Lan  | 78       |
| 2015 | Thứ 03 | Úc                 | 25 tháng 10       | Nhà thi đấu Huamark, Băng Cốc                         | Thái Lan  | 78       |
| 2016 | Thứ 04 | Indonesia          | 25 tháng 10       | Nhà hát Quốc tế Westgate, Las Vegas, Nevada           | Hoa Kỳ    | 74       |
| 2017 | Thứ 05 | Peru               | 25 tháng 10       | Trung tâm Hội nghị Vinpearl, Phú Quốc, Kiên Giang     | Việt Nam  | 77       |
| 2018 | Thứ 06 | Paraguay           | 25 tháng 10       | Công viên Giải trí The ONE Entertainment Park, Yangon | Myanmar   | 75       |
| 2019 | Thứ 07 | Venezuela          | 25 tháng 10       | Sân vận động trong nhà Caracas, Caracas               | Venezuela | 60       |
| 2020 | Thứ 08 | Hoa Kỳ             | 27 tháng 03, 2021 | Ultra Arena Show DC, Băng Cốc                         | Thái Lan  | 63       |
| 2021 | Thứ 09 | Việt Nam           | 04 tháng 12       | Ultra Arena Show DC, Băng Cốc                         | Thái Lan  | 59       |
| 2022 | Thứ 10 | Brazil             | 25 tháng 10       | Trung tâm Hội nghị Quốc tế Sentul, Tây Java, Bali     | Indonesia | 68       |
| 2023 | Thứ 11 | Peru               | 25 tháng 10       | Nhà thi đấu Phú Thọ, Quận 11,Thành phố Hồ Chí Minh    | Việt Nam  | 70       |
| 2024 | Thứ 12 | Ấn Độ              | 25 tháng 10       | MGI Hall, Băng Cốc                                    | Thái Lan  | 72       |
| 2025 | Thứ 13 |                    | 25 tháng 10       |                                                       |           |          |
| 2026 | Thứ 14 |                    | 25 tháng 10       |                                                       |           |          |
| 2027 | Thứ 15 |                    | 25 tháng 10       |                                                       | Việt Nam  |          |

## Số lần tổ chức của các quốc gia/lãnh thổ
| Quốc gia/Lãnh thổ | Số lần | Năm                             |
| ----------------- | ------ | ------------------------------- |
| Thái Lan          | 6      | 2013–2015, 2020–2021, 2024–2025 |
| Việt Nam          | 3      | 2017, 2023, 2027                |
| Indonesia         | 1      | 2022                            |
| Venezuela         | 1      | 2019                            |
| Myanmar           | 1      | 2018                            |
| Hoa Kỳ            | 1      | 2016                            |

1. ↑  Truất ngôi
2. ↑  Thay thế nhưng truất ngôi sau đó